# Дубовицы (Смоленская область)
Дубовицы — деревня в Духовщинском районе Смоленской области России. Входит в состав Озёрненского городского поселения. Население — 36 жителей (2007 год). 
Расположена в северной части области в 42 км к северу от Духовщины, в 0,1 км южнее автодороги Р136 Смоленск — Нелидово, на берегу реки Аржать. В 66 км южнее деревни расположена железнодорожная станция Присельская на линии Москва — Минск. 

## История
В годы Великой Отечественной войны деревня была оккупирована гитлеровскими войсками в июле 1941 года, освобождена в сентябре 1943 года.